# 平行六面体

平行六面体

平行六面体（へいこうろくめんたい、parallelepiped）とは、6面の平行四辺形で構成されている立体であり、ゾーン多面体、平行多面体の一種である。

## 性質
平行六面体は異なる36種類の展開図がある。

## 特殊な場合
全てのとなり合う面が直交し、従って、6面がすべて長方形である場合には直方体となる。
6面がすべて合同の正方形でない菱形であるような平行六面体は特に菱面体と呼ばれ、2つの頂点に3つの菱形の鋭角が集まるもの(acute)と、鈍角が集まるもの(obtuse)の2種類がある。後者は鈍角の角度が120度以下でなければならない。
直方体であり、かつ、菱面体である場合が、立方体である。

## 体積
一つの面を水平面に置くと、体積は、（一つの）水平面（それぞれ平行四辺形である）の面積に高さを掛け算したものになる。ここに、高さとは必ずしもある辺の長さではなく、水平面に垂直の軸に沿って計測されるものである。
あるいは、平行六面体の中心を座標原点に置いたときの８個の頂点の座標を ui で表すなら、体積は次式で与えることもできる。この場合は、図形の置かれる角度は問わない。
{\textstyle V={\sqrt {{\frac {1}{8}}{\begin{vmatrix}\sum _{i=1}^{8}\mathbf {u_{i}} \otimes \mathbf {u_{i}} \end{vmatrix}}}}={\sqrt {{\frac {1}{8}}{\begin{vmatrix}\sum _{i=1}^{8}\mathbf {u_{i}} \mathbf {u_{i}} ^{\top }\end{vmatrix}}}}={\sqrt {{\frac {1}{8}}{\begin{vmatrix}\sum _{i=1}^{8}{\begin{pmatrix}u_{x}\\u_{y}\\u_{z}\end{pmatrix}}_{i}{\begin{pmatrix}u_{x}&u_{y}&u_{z}\end{pmatrix}}_{i}\end{vmatrix}}}}}
{\textstyle ={\sqrt {{\frac {1}{8}}{\begin{vmatrix}\sum _{i=1}^{8}{\begin{pmatrix}u_{x}u_{x}&u_{x}u_{y}&u_{x}u_{z}\\u_{y}u_{x}&u_{y}u_{y}&u_{y}u_{z}\\u_{z}u_{x}&u_{z}u_{y}&u_{z}u_{z}\end{pmatrix}}_{i}\end{vmatrix}}}}}
{\textstyle ={\sqrt {{\frac {1}{8}}{\begin{vmatrix}\sum _{i=1}^{8}u_{ix}u_{ix}&\sum _{i=1}^{8}u_{ix}u_{iy}&\sum _{i=1}^{8}u_{ix}u_{iz}\\\sum _{i=1}^{8}u_{iy}u_{ix}&\sum _{i=1}^{8}u_{iy}u_{iy}&\sum _{i=1}^{8}u_{iy}u_{iz}\\\sum _{i=1}^{8}u_{iz}u_{ix}&\sum _{i=1}^{8}u_{iz}u_{iy}&\sum _{i=1}^{8}u_{iz}u_{iz}\end{vmatrix}}}}}